# هنرستان

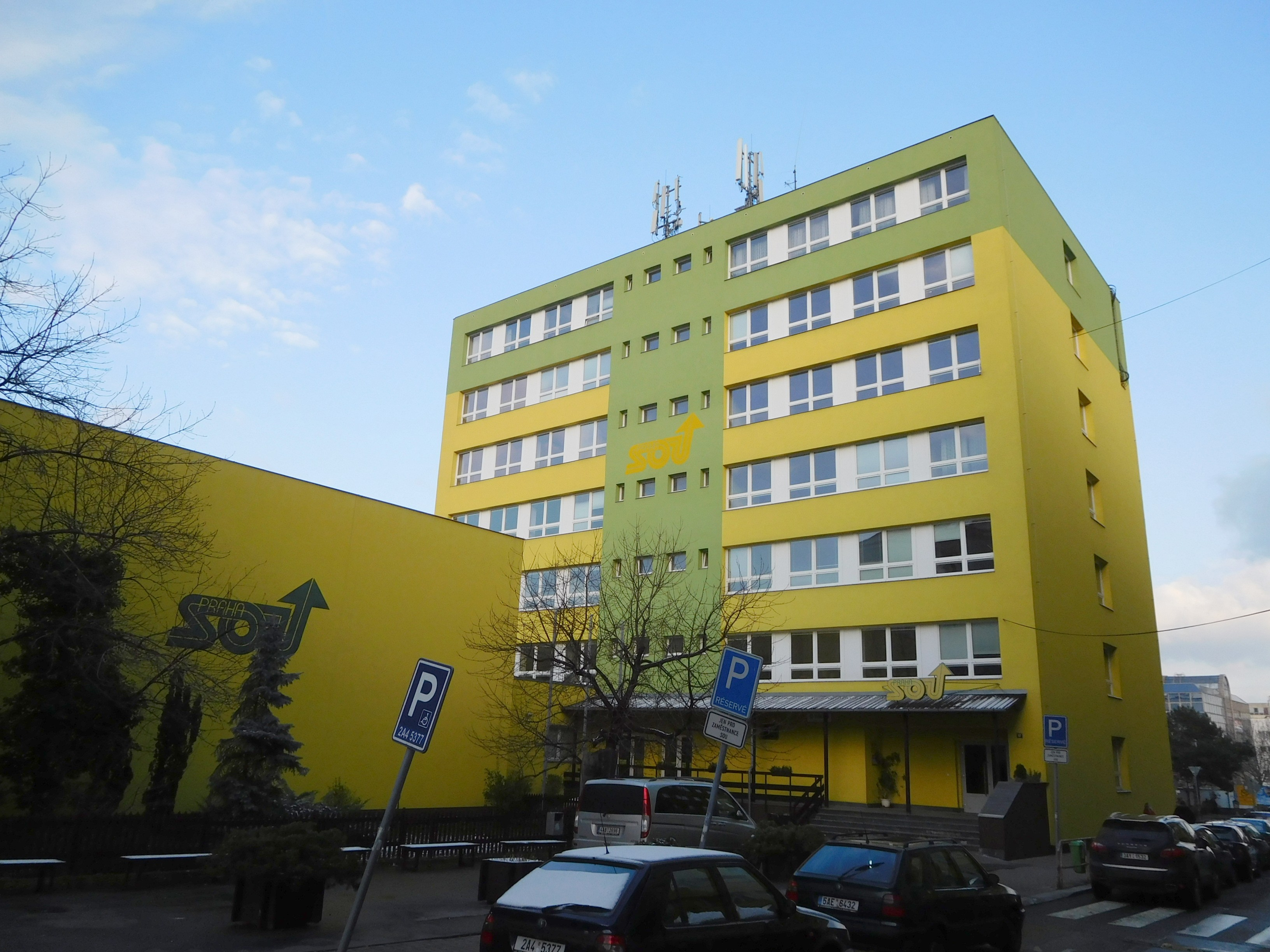
تصویری از یک هنرستان

هنرستان (به انگلیسی: Vocational school) مکان آموزشی است، که دانش آموزان در صورت تمایل برای به دست آوردن مهارت‌های فنی یا هنری، پس از پایان سال نهم متوسطه به آنجا می‌روند. هنرستان یک دوره ۳ ساله آموزش فن و هنر است و بیش از ۱۰۰ رشته مختلف دارد.
- هنرجویانی که دوره‌های هنرستان را به پایان می‌رسانند، بدون گذراندن دوره پیش‌دانشگاهی می‌توانند در کنکور فنی و حرفه‌ای (کاردانی پیوسته) شرکت کنند. اکنون عملاً امتحان کنکور در برخی رشته‌ها نقشی در پذیرش دانشجو ندارند و علاقه‌مندان در اوّلین انتخاب خود بر اساس سوابق تحصیلی پذیرفته می‌شوند. در برخی رشته‌ها مانند «ساختمان» چند سال است که کنکوری برگزار نمی‌شود. در صورت تمایل نیز امکان ادامه تحصیل در مقاطع بالاتر وجود دارد.
- اولین هنرستان در شهر تبریز دایر شد؛ که تعدادی از آن‌ها توسط آلمانی‌ها ساخته شده‌است. مانند هنرستان فنّی وحدت واقع در باغ گلستان یا هنرستان هنرهای زیبا میرک که توسط ارامنه در سال ۱۲۹۶ در تبریز تأسیس شد و همچنین سایر هنرستان‌های جدید که افزون بر شاخهٔ فنی و حرفه‌ای، شاخهٔ کاردانش را نیز دارا هستند. نظیر هنرستان همّت که اوّلین هنرستان غیردولتی تبریز واقع در سربالائی ولیعصر است.

کسانی که به هر دلیلی قادر نبودند مدرک دیپلم خود را در نوبت اوّل (روزانه) بگیرند، دو راه دارند:
1. به مدارس نوبت دوّم (بزرگسالان) مراجعه و تمامی دروس خود را در مدرسه (وزارت آموزش و پرورش) بگذرانند و دیپلم خود را دریافت نمایند.
2. می‌توانند با مراجعه به آموزشگاه‌های آزاد فنی - حرفه‌ای یا مرکز ارشاد و گذراندن دوره‌های مربوط در این مراکز، مهارت مورد نظر خود را دریافت کرده، سپس به مدارس بزرگسالان مراجعه کرده و با تطبیق این مهارت‌ها به عنوان واحد درسی و گذراندن دروس عمومی دیپلم خود را دریافت می‌کنند.

توجّه مهم: افرادی که پایان خدمت ندارند، در صورت عدم ثبت نام در مدرسه، به عنوان ترک تحصیل شناخته شده و غیبت نظام وظیفه خواهند داشت! چون 'فقط مدارس (وزارت آموزش و پرورش) اجازهٔ درخواست و اعطای معافیت تحصیلی را دارا هستند' نه آموزشگاه‌ها (وزارت کار- سازمان فنّی و حرفه‌ای، وزارت ارشاد، جهاد کشاورزی و …).

## رشته‌ها در دوره فنی و حرفه‌ای[۱]

### زمینه صنعت
- گروه برق و رایانه:
- الکتروتکنیک، الکترونیک، شبکه و نرم‌افزار رایانه، مخابرات دریایی
- گروه تعمیر و نگه‌داری ماشین آلات:
- مکانیک موتور های دریایی
- گروه معماری و ساختمان:
- ساختمان
- گروه مواد و فرآوری:
- سرامیک، صنایع شیمیایی، صنایع نساجی، متالوژی، معدن
- گروه مکانیک:
- تأسیسات مکانیکی، مکاترونیک، صنایع فلزی، صنایع چوب و مبلمان، مکانیک خودرو، ماشین ابزار، چاپ

### زمینه خدمات (آبی)
- گروه بازرگانی و امور اداری:
- >> حسابداری
- گروه سلامت و بهداشت:
- >> تربیت کودک، تربیت بدنی
- گروه خدمات:
- >> حمل‌و‌نقل، ناوبری
- گروه مدیریت خانواده:
- >> مدیریت خانواده

### زمینه کشاورزی (سبز)
- گروه کشاورزی و غذا:
- >> امور باغی، امور زراعی، امور دامی، ماشین‌های کشاورزی، صنایع غذایی

### زمینه هنر (بنفش)
- گروه هنر:
- >> فتو - گرافیک، طراحی و دوخت، معماری داخلی، صنایع دستی، صنایع دستی - هنر سرامیک، انیمیشن (پویانمایی)، تولید‌برنامه‌تلویزیونی، گرافیک، نقاشی، موسیقی‌نوازندگی ساز‌ ایرانی، موسیقی‌نوازندگی ساز جهانی، نمایش، سیما، نقشه‌کشی معماری، طراحی‌زبان‌بصری، مرمت آثار فرهنگی، موسیقی مبانی آهنگ‌سازی، پشتیبانی صحنه، چاپ دستی

## رشته‌ها در دوره کار دانش
زمینهٔ صنعت

گروه برق

الکتروتکنیک: برق ساختمان، برق صنعتی، برق ماشین آلات، تابلوسازی برق صنعتی، تعمیر وسایل برقی خانگی، شبکه‌های هوایی، ماشین‌های الکتریکی، نصب و سرویس آسانسور

الکترونیک :الکترونیک صنعتی، تعمیر تلویزیون رنگی، تعمیر دستگاه‌های پزشکی، تعمیر ماشینهای اداری، تعمیر تلفن‌های رومیزی و همراه، سیستم‌های صوتی تصویری

کنترل: اتوماسیون صنعتی، تعمیر ابزارهای دقیق، میکروکنترولر AVR

گروه سرامیک

سفالگری :سفال و لعاب، سفالگری، معرق کاشی، کاشی‌سازی هفت رنگ

صنایع شیشه‌ای :شیشه‌گری، شیشه‌گری آزمایشگاهی، عینک‌سازی (اپتیک)

گروه شیمی

شیمی صنعتی:آبکاری فلزات، فرآوری چرم

گروه عمران:

ساختمان: بتنکاری ساختمان، ساختمان سازی، سنگ و کاشی کاری، کارهای عمومی ساختمان، کارهای فلزی ساختمان

معماری:تزئینات داخلی ساختمان، طراحی معماری داخلی، معماری آیینه کاری، معماری داخلی، نقشه‌کشی ساختمان، هنر آینه کاری

گروه مواد

سرامیک: سرامیک سازی

متالورژی : ریخته‌گری، مدلسازی

گروه مکانیک

تأسیسات:آبگرمکن خورشیدی، تأسیسات بهداشتی ساختمان، تأسیسات تهویه مطبوع ساختمان، تأسیسات حرارتی برودتی، تأسیسات گازرسانی، تأسیسات گرمایی ساختمان، تعمیر دستگاه‌های گازسوز، تعمیر چیلر تراکمی، تعمیر پمپ و شیر، دستگاه‌های سردکننده

ساخت و تولید: ساخت ابزار، ساخت ادوات، فرزکاری CNC، تراشکاری CNC، جوشکاری، قالب‌سازی فلزی، نقشه‌کشی صنعتی به کمک رایانه، مکانیک صنعتی، پلاستیک کاری، تعمیر ماشین ابزار

سازه‌های فلزی: بازرسی جوش اسکلت فلزی، جوشکاری برق، جوشکاری برق و گاز، جوشکاری گاز، جوشکاری گاز محافظ 2OC، درو پنجره‌سازی آلومینیومی، درو پنجره‌سازی آهنی، ورق‌کاری

صنایع دریایی: ساخت شناور فایبرگلاس

صنایع چوبی:تزئینات داخلی چوبی، رنگ کاری مصنوعات چوبی، ساخت شناورهای چوبی صیادی، کابینت‌سازی چوبی، کاربری دستگاه CNC چوب

عیب‌یابی و تعمیر: تعمیر برق اتومبیل، تعمیر ماشینهای راهسازی، تعمیر موتور خودرو، تعمیر موتور دیزل دریایی، تعمیر موتور و برق خودرو، تعمیر موتورسیکلت، تعمیر بدنه اتومبیل، تعمیر خودروهای تجاری سنگین و نیمه سنگین درجه یک و درجه دو، تعمیر موتور قایق، خدمات فنی خودرو، صافکاری نقاشی خودرو

معدن :استخراج معدن، فرآوری سنگ

نساجی: ریسندگی، قالی بافی ماشینی، نساجی عمومی

چاپ : چاپ افست

زمینهٔ خدمات

حمل و نقل: حمل ونقل هوایی

خدمات اجتماعی: آتش‌نشانی، هتلداری و سیاحتی، پیرایشگری

خدمات غذایی: آشپزی ، کنترل تولید مواد

صنایع دستی: صنایع دستی ظریف، هنرفرش

کامپیوتر : کامپیوتر

مالی و اداری: امور اداری، امور بازرگانی، امور مالی

### زمینه هنر
هنر: فرهنگی ادبی، کارهای هنری درخانه، موسیقی، هنرهای تجسمی، هنرهای نمایشی

پوشاک: خیاطی، کفش و سراجی
 بهداشت و درمان: پیراپزشکی

زمینهٔ کشاورزی

امور باغی : درختکاری، سبزیکاری، فضای سبز، گل‌کاری

امور دام و طیور: بهداشت دام و طیور، دام، طیور

امور زراعی : زراعت، گیاهان دارویی

جنگل و مرتع: آبخیزداری، جنگل، جنگل و مرتع، مرتع ابریشم

شیلات: آبزیان

صنایع غذایی : فراورده‌های آبزیان، فراورده‌های دامی

ماشین‌های کشاورزی: تعمیر ماشینهای کشاورزی، کاربری ماشینهای کشاورزی

## هوشمندسازی هنرستان‌ها
در سال‌های اخیر اقداماتی در راستای هوشمندسازی هنرستان‌ها صورت گرفته، از به‌کارگیری تجهیزات سخت‌افزاری هوشمندسازی تا سامانه‌های نرم‌افزار مدیریت هنرستان که به شکل اختصاصی برای ثبت و درج نمرات پودمان هنرستان طراحی و بهینه‌سازی شده‌اند.
1. ↑  «جستجوی کتاب در پایگاه کتاب های درسی | پایگاه کتاب های درسی، اداره کل نظارت بر نشر و توزیع مواد آموزشی». chap.sch.ir. دریافت‌شده در ۲۰۲۵-۰۲-۲۱.
2. ↑  «هوشمندسازی هنرستان».